# 2022年の台風
2022年の台風（2022ねんのたいふう、太平洋北西部および南シナ海で発生した熱帯低気圧）のデータ。データは基本的に日本の気象庁の情報に基づき、気象庁が熱帯低気圧としていない一部のものについては、合同台風警報センター (JTWC) のみに準拠する。
2022年の台風発生数は、平均25.1個と同程度の25個であった。日本の影響については、日本への接近数が平均11.7個と同程度の11個、日本への上陸数は、平均値と同じ3個（平均3.0個）といずれも平年並であった。
また、2022年の台風は強いラニーニャ現象が影響し、日本近海で発生する台風も多く、日本で大きな被害を出した台風14号や台風15号、日本近海で発生した後に小笠原諸島を通過しつつ沖縄付近まで南下してから北上して韓国へ強い勢力で上陸した台風11号などと言った特異な動きをする台風もあった。
台風1号の発生は4月8日であるが、この台風はこの時期にしては珍しく小笠原諸島へかなり接近し日本の東へ通過した。
その後、7月まではインド洋地域での強い対流活動が原因で台風の発生はいずれの月も平年を下回っていたが、8月の下旬になると日本近海の対流活動が活発化し、熱帯低気圧の発生が急増。小笠原諸島の東にあった熱帯低気圧が急発達し、台風11号になると強い勢力で小笠原諸島に接近。現地では屋根やバイクが飛ぶなどと言った被害が発生した。
その後9月になると対流活動が更に活発化し、平年値5個を越す、7個の台風が発生した。
台風14号は、日本近海で発生した熱帯低気圧が中心気圧910hPa、最大風速55m/sまで急発達して沖縄を除く地域で始めて台風による特別警報（暴風・高潮・波浪）が発令された。速報値では伊勢湾台風並の勢力で上陸すると伝えられていたが、確定値では940hPaで上陸したことになっており、予想されていたよりも弱い勢力で上陸した。しかし、それでも日本で5番目に強い勢力で上陸しており、この確定値により関西空港のタンカー衝突事件を起こした、平成30年台風第21号より強い勢力で上陸したことになった。
また、非常に強い勢力を保ったまま日本上陸したのは平成30年台風第21号以来、2000年以降では2回目となる稀に見る珍しい強さを持った台風であったと言える。
同月に発生した台風15号は、室戸岬付近で発生した熱帯低気圧が、台風の勢力にまで発達して静岡県にかなり接近し、1ヶ月の断水などと言ったインフラ被害を引き起こして激甚災害に指定されるなどと顕著な被害を残した。
10月になっても対流活動は依然として活発で平年値3.0を上回る5個の発生となったが、強い勢力にまで至った台風はわずかに1つであった。しかしその一方で人的被害は多く、台風22号はフィリピンで100人以上の死者を出す原因となった大雨などをもたらした。

## 月別の台風発生数
| 1月 | 2月 | 3月 | 4月 | 5月 | 6月 | 7月 | 8月 | 9月 | 10月 | 11月 | 12月 | 年間 |
| --- | --- | --- | --- | --- | --- | --- | --- | --- | ---- | ---- | ---- | ---- |
|     |     |     | 2   |     | 1   | 3   | 5   | 7   | 5    | 1    | 1    | 25   |

- 日本への接近数：11個（1号・4号・5号・6号・8号・11号・12号・14号・15号・17号・18号）[18]
- 日本への上陸数：3個（4号・8号・14号）

## 台風に分類されている熱帯低気圧

### 台風1号（マラカス）
202201・02W・バシャン
JTWC は、4月3日に熱帯擾乱の存在を最初に指摘した。気象庁は 4月6日にこれを熱帯低気圧として認識した。
その翌日、JTWCはこの熱帯擾乱を熱帯低気圧とし、02Wと命名した。
4月8日の午前6時、カロリン諸島（北緯5.8度、東経145.9度）で熱帯低気圧が台風1号（マラカス）になった。そして、時速15㎞と自転車並みの速度で北西へ進み、勢力を強め、フィリピンの東を西へと進んだ。そして、フィリピンの責任範囲に入ったため、PAGASAはフィリピン名バジャンと命名した。その後、強い勢力の状態で小笠原諸島を通過した。
北東よりに進んでいったあと、4月16日午前3時に日本の東（北緯30.0度、東経143.7度）で温帯低気圧に変わった。4月18日に温帯低気圧は域外へ出た。
なお気象庁の事後解析では最低気圧が、950hPaから945hPaへと上方修正されている。
台風1号の名前「マラカス（Malakas）」はフィリピンが提案した名称で、タガログ語で「強い」という意味である。
なお、アジア名「マラカス」はこの台風限りで引退となる予定であるが、この台風による被害が大きかったためではなく、イギリスの専門家による指摘（ギリシャ語のスラング・μαλάκαςのラテン文字化と一致するため）が出たためであり、台風委員会にて改めて審議が行われる予定である。

### 台風2号（メーギー）
202202・03W・アガトン
10日9時、フィリピンの東（北緯10.8度、東経125.9度）で熱帯低気圧が台風2号になった。
同時期に発生した台風1号の影響で藤原の効果が発生し北上できず、フィリピンに停滞したままあまり発達しなかった。
その後、4月12日午後3時に熱帯低気圧（北緯11.4度、東経125.0度）に変わった。
4月12日、熱帯低気圧が消滅した。
フィリピン付近でほとんど停滞していたため、洪水や土砂崩れが多発し、死者が58人に増えた。そのうちレイテ州のバイバイシティー
では4月13日時点で47人が死亡し27人が行方不明、100人以上が負傷した。
洪水や道路の寸断、停電などが発生し、1万7000人以上が避難している。
最終的に死者は214人まで増加し、負傷者などが300人以上出た。
なお、気象庁の事後解析では最大風速が18m/s （35kt）から20m/s （40kt）、最低気圧が998hPaから996hPaへ上方修正されている。また、台風の発生した時間が4月11日午前0時に変更された。
台風2号の名前「メーギー（Megi）」は大韓民国が提案した名称で、朝鮮語で「ナマズ」を意味する。
なお、アジア名「メーギー」はこの台風限りで引退となり、フィリピン名「アガトン」もこの台風限りで使用中止となった。

### 台風3号（チャバ）
202203・04W・カロイ
6月29日午前3時ごろ、トラック諸島で発生した低圧部が南シナ海で熱帯低気圧となった。その後発達していき、気象庁は「24時間以内に台風になる可能性がある」
と発表した。その後6月30日の午前9時（北緯15.8度、東経115.5度）に台風3号（チャバ）となった。
その後北上し、中国・華南に上陸し7月3日15時（北緯24.4度、東経110.6度）に熱帯低気圧となった。7月12日頃、この台風から変わった温帯低気圧は消滅した。
この台風から変わった熱帯低気圧の影響で、中国の広東省では竜巻の被害が複数確認され、12人が死亡した。
台風3号の名前「チャバ（Chaba）」はタイ王国が提案した名称で、タイ語で「ハイビスカス」を意味する。

### 台風4号（アイレー）
202204・05W・ドメン
6月30日午後21時ごろ、沖縄南部のフィリピン海で熱帯低気圧が発生。7月1日午前3時ごろ（北緯19.6度、東経130.9度）に台風4号（アイレー）となった。
その後北へ進み、沖縄本島を通過した。その後、東シナ海で進路を東に変え, 台風4号7月5日午前5時前、長崎県佐世保市付近に上陸し、午前9時ごろ（北緯33.0度、東経131.0度）温帯低気圧になった。その後日本の東海上でやや発達しつつ7月11日午前3時に消滅した。
台風4号は、上空の偏西風が弱いため動きが遅く、台風の東側に発達した雲を伴っていたため、台風の中心より南側を通る地域でかなり雨量が多くなった。
高知県中土佐町では、台風4号の影響で国道56号で土砂崩れが発生し、通行止めとなった。
また、JTWCの事後解析によれば、7月7日の午前9時頃から午前12時頃まで台風へと再発達し、同日の15時頃に温帯低気圧へと変化したものの、18時頃に熱帯低気圧へ性質が変化。翌日の午前3時頃には、再び台風へと発達し988hPaを記録したとしている。その後7月9日の正午ごろに温帯低気圧へ変化したとしている。
なお、気象庁は速報値で6月30日に発生したと発表していたが、事後解析の結果7月に発生した台風となった。
台風4号の名前「アイレー（Aere）」は米国が提案した名称で、マーシャル語で嵐 を表す。

### 台風5号（ソングダー）
202205・06W
7月25日、JTWCは日本の南海上で熱帯擾乱に93Wを付与した。この熱帯擾乱は次第に北上していく過程で発達し、気象庁は7月28日の午後9時頃に台風に発達したと判断し、台風5号、アジア名（ソングダー）が付与された。
ただし、JTWCは熱帯低気圧番号06Wを7月29日正午に付与したものの台風として認めなかった。
この台風は南にあったもう一つの低圧部（後の台風6号）が持つ循環と太平洋高気圧の緑辺流に流されたためこの時期の台風としては異例の55km/hという速度で日本の奄美大島へ接近した。
また、この台風は発生する前から日本上空に暖気を送り込んでいたため、日本上空では大気が不安定となり、本土でも宮崎県と高知県を中心に各地でゲリラ豪雨が多発した。
福島県二本松市で観測史上1位の94ミリの雨量を観測した。
台風は、8月1日3時ごろに、北緯35度00分,東経123度00分（黄海上）で熱帯低気圧へ衰退した。

台風5号の名前「ソングダー（Songda）」はベトナムが提案した名称で、川の名前（ダ川） を表す。

### 台風6号（トローセス）
202206・07W・エスター
モンスーンによって発生した低圧部が7月29日午前9時に琉球諸島の南東で熱帯低気圧となった。PAGASAは解析された熱帯低気圧がフィリピン責任地域に入ったため、フィリピン名エスター（Ester）と名付けた。
しかし、同時刻、JTWCはこの熱帯擾乱が熱帯低気圧に発達したことを認めず、熱帯低気圧に発達する可能性を「低い（Low）」と評価していた。
その後、フィリピン海を勢力を維持しながら北上し、フィリピン責任地域（PAR）から出たため最後の勧告を出した。
気象庁は7月31日正午頃に、台風5号の南にあった熱帯低気圧が台風の基準を満たしたとみなし、北緯27度05分東経127度35分（沖縄本島上空）にて台風が発生したと発表した。そして、それをトローセス（trases）と命名した。
そして、沖縄を通り、済州島に上陸した。上陸に伴って、共同台風警報センターは熱帯低気圧発生警報（TCFA）を発令し、7月31日正午頃（世界協定時:午前3時）JTWCは、熱帯擾乱95Wが熱帯低気圧に発達する可能性を「中程度（Medium）」に引き上げ、翌日の8月1日正午頃に熱帯低気圧と解析し、熱帯低気圧番号07Wを付与した。
その後、台風5号であった熱帯低気圧と相互作用し、韓国本土へ上陸した。
その直後、気象庁は熱帯低気圧へと格下げし、西岸近くにとどまったため最後の勧告を行った。
同日の21時ごろ、北緯36度00分,東経126度00分（黄海上）で、消滅した。
その後、元台風6号である低気圧により、湿った空気が送られ、東北から北陸で線状降水帯が発生した。新潟県関川村では161mm、村上市で81mm、山形小国町で64mmの猛烈な雨を確認し、大雨特別警報が発表された。

台風6号の名前「トローセス（Trases）」はカンボジアが提案した名称で、キツツキ を表す。

### 台風7号（ムーラン）
202207・MD97W
気象庁は当台風をベトナム中部・クアンガイ西方沖で熱帯低気圧と解析し、8月9日午後3時ごろに台風へ発達したと発表した。その後この台風は海南島へ上陸し、ベトナム北部にまで至った。この台風の影響でベトナム及び海南島では計7人が死亡した。
なおこの台風は、JTWCよりモンスーン型低気圧（Monsoon Depression/略称はMD または単にM）と解析されておりJTWCは熱帯低気圧とみなしたが、台風に発達する恐れがないとみなし熱帯低気圧番号は付番されていない。ただし、熱帯低気圧形成警報（TCFA）を代わり発して周辺海域に警戒を呼び掛けていた。
台風7号の名前「ムーラン（Mulan）」は中華人民共和国が提案した名称で、モクレン を表す。

### 台風8号（メアリー）
202208・09W
この台風は、8月9日の9時頃に発生した低気圧が原因で発生した。
翌日の9時に低気圧から熱帯低気圧に変わり、気象庁は台風に発達する可能性があるとみて、12時に台風予報を発表した。8月12日、熱帯低気圧が台風の基準を満たしたので、午前3時に台風となった。
これに伴って、気象庁は線状降水帯が静岡県付近で発生する可能性があると見たが、実際は発生しなかった。その後、13日の午後18時30分ごろ、気象庁が静岡県の伊豆半島に上陸したと発表した。
伊豆諸島北部では、気象庁が13日の22時59分に、伊豆諸島北部で線状降水帯による非常に激しい雨が同じ場所で降り続いているとして「顕著な大雨に関する情報」を発表した。
14日の21時41分、熱帯低気圧となった。
なお、確定値では発生時刻が8月11日21時頃に変更され、8月14日21時頃の情報が、熱帯低気圧から温帯低気圧に勢力が変更された。
またこの台風の影響で日本では2人が死亡した。
台風8号の名前「メアリー（Meari）」は朝鮮民主主義人民共和国が提案した名称で、朝鮮語で「やまびこ」を意味する。

### 台風9号（マーゴン）
202209・10W・フローリタ
8月18日に発生した熱帯擾乱が8月22日の正午頃、北緯16.3度,東経124.1度（フィリピンの東海上）にて台風へと発達した。
その後、西北西に進み8月23日午後1時ごろに、フィリピン北部のカガヤン・バレー地方モナコナン付近に上陸した。
この台風の影響で、フィリピン大気地球物理天文局の台風警報（TCWA）が、イザベラ州北部と北イロコス州の北部、カガヤン州（離島地域を除く）およびアパヤオ州の全域にてシグナル３が発令された。また、7月23日の18時ごろには、バブヤン諸島南部にもシグナル３が発令された。
この台風の影響でフィリピン北部のイザベラ州で4人が死亡、6人が負傷した。
また、この台風は南シナ海へ出た後に、中華人民共和国広東省茂名市電白区付近に再上陸した。
台風9号の名前「マーゴン（Ma-on）」は香港が提案した名称で、馬鞍山 / または馬の鞍を表す。
この台風は8月23日午前9時頃に暴風域を伴った。
なお、確定値によれば最低気圧が980hPaから985hPaに下方修正された他、暴風域を伴った時刻が8月24日午後3時に変更された。また発生した時刻が8月22日午前3時頃に変更された。
8月26日午前9時頃に、北緯21.0度、東経105度（ベトナム上空）で、熱帯低気圧に衰退した。

なお、アジア名「マーゴン」はこの台風限りで引退となり、フィリピン名「フローリタ」もこの台風限りで使用中止となった。

### 台風10号（トカゲ）
202210・11W
8月20日頃に発生した熱帯擾乱が急速に発達し、8月22日の正午頃、北緯24.5度,東経151.6度（南鳥島近海）にて台風へと発達した。
JTWCは、発生する直前までこの熱帯低気圧をマークしておらず、8月22日の午前9時に熱帯低気圧に発達する可能性を低い「Low」と評価していたが、同日の午後3時頃に台風へ発達したと認めた。
この台風は、8月23日午前9時頃に暴風域を伴い、同日の17時頃には、カテゴリー1のタイフーンとなった。
台風10号の名前「トカゲ（Tokage）」は日本が提案した名称で、トカゲ座 / または トカゲ を表す。
8月26日の午前3時頃に北緯45.0度,東経158.0度（千島の東）にて、温帯低気圧になった。

確定値では発生時刻が、8月22日午前9時に変更された。

### 台風11号（ヒンナムノー）
202211・12W・ヘンリー
台風11号は2022年8月28日15時に南鳥島近海で発生した台風である。しばらく西進したのち、多良間島付近を通過して熱帯低気圧を取り込み、東シナ海を北上し9月6日韓国の巨済市の上空を通過し、釜山に上陸した。
直撃を受けた先島諸島では、台風が南で停滞していたこともあり荒天が長時間続いた。台風が上陸した韓国南部では大雨となり、浦項や釜山を中心に大きな被害が出た。このほかにも、日本列島において台風本体の雨雲や台風の北上によって活発化した前線による大雨があり西日本と北海道で浸水などの被害が出たほか、台湾やフィリピンでも本体の雨雲がかかり大雨となった。
また、この台風によって韓国では死者11名が確認され、長崎でも死者1名が確認された。
台風11号の名前「ヒンナムノー（Hinnamnor）」はラオスが提案した名称でヒン・ナムノー自然保護区に由来している。
また、この台風は8月31日18時半にフィリピン責任地域（PAR）に入っており、この段階でフィリピン大気地球物理天文局（PAGASA）はフィリピン名「ヘンリー（Henry）」を付与している。
なお、確定値では2回目の猛烈な勢力は記録されなかったことになった他、気圧も一時960hPaまで上昇していたことになった。
なお、アジア名「ヒンナムノー」はこの台風に限っての使用で引退となった。

### 台風12号（ムイファー）
202212・14W・インデイ
JTWCは9月7日の午前0時頃に、日本の南にあった熱帯擾乱が急速に発達して熱帯低気圧に変わったとして、熱帯低気圧番号を付与した。その後西南進し同日の正午には、台風の勢力へ発達したと発表した。
気象庁は9月5日発生した熱帯低気圧が、9月8日午前9時頃に北緯16.5度、東経132.6度（フィリピンの東海上）にて台風12号が発生したと発表した。
9月9日の午後9時ごろ、暴風域を伴ったと気象庁が発表した。その後急速に発達し沖縄に接近したものの、9月12日の未明から徐々に衰退をしていった。
9月12日の午前10時頃、沖縄県の石垣島上空を中心気圧955hPa,最大風速40m/sの強い勢力で通過した。また石垣島では最大瞬間風速38.9m/sが7時10分ごろに観測された。
9月14日には中国東部にある浙江省に上陸した。数時間後上海に再上陸した。
中国国営メディアではこの台風は上海に上陸した台風の中では1949年の統計開始以降最強規模の勢力となった。
台風12号の名前「ムイファー（Muifa）」はマカオが提案した名称で、梅の花を表す。
また、PAGASAは、9月8日午前0時頃にフィリピン責任地域（PAR）に該当する熱帯低気圧が入ったとして「インデイ（Inday）」の名前を付与した。
なお、確定値では値には大きな変更は見られなかったが、石垣島上空を通過した時間が変更になり、9月12日正午頃となった。

### 台風13号（マールボック）
202213・15W
気象庁は、9月9日正午時頃、日本の南海上で熱帯低気圧が発生したと、天気図上に示した。その後数時間で低圧部となったものを翌日の9月10日に、午前9時頃に再度熱帯低気圧に発達したと解析した。
気象庁は、9月11日午後3時頃、北緯20.9度,東経159.8度（南鳥島近海）にて、熱帯低気圧が台風へ発達する可能性に関する情報を発表した。
気象庁は、9月12日午前9時頃、北緯21.2度,東経161.3度（ウェーク島近海）にて熱帯低気圧が台風へ発達したと発表した。
JTWCは、9月11日午前6時頃に台風へ発達したと発表している。
台風13号の名前「マールボック（Merbok）」はマレーシアが提案した名称で、チョウショウバト（鳥の名前）を表す。
この台風は9月15日に太平洋で温帯低気圧に変化した後、9月17日にはベーリング海に達し、米国アラスカ州の沿岸部において過去50年間で最悪とされる大規模な洪水被害をもたらした。アラスカ州のフーパー・ベイでは、9月17日に市街地の道路が冠水する被害が発生した。アラスカ州のマイク・ダンリービー知事は、この洪水被害を受け非常事態宣言を発令した。
アリューシャン列島では、この台風から変わった温帯低気圧の中心付近の気圧が937hPaを観測したとしている。
確定値では、発生時刻は台風は9月11日の午後9時に変更された。

### 台風14号（ナンマドル）
202214・16W・ジョシー
気象庁は9月9日午前9時頃に、日本の南海上で熱帯低気圧が発生したと、天気図上に示した。その後数時間で低圧部となったものを再度熱帯低気圧に発達したと解析した。
定義上、一度消滅したこととなるため9月10日午後3時に発生した熱帯低気圧としている。
気象庁は、台風に発達する可能性を9月13日午前3時に発表していた。JTWCは、9月12日11時の臨時発表にて熱帯低気圧形成情報（TCFA）を発表した。
その後発達し、気象庁は、9月14日午前3時頃に台風に発達したと発表した。
台風14号の名前「ナンマドル（Nanmadol）」はミクロネシアが提案した名称で、同名の遺跡、ナンマトルの名前を表す。
9月17日午前3時に、「猛烈」な台風となった。
9月17日午後9時、気象庁は台風が「伊勢湾台風並の勢力で鹿児島県南部にかなり接近または上陸する可能性が非常に高い」として、台風(暴風・波浪・高潮)特別警報を発令した。9月18日午後3時頃には宮崎県に、大雨特別警報を発令した。
これは沖縄地方を除く地方では史上初めて発令された事例となった。
上陸時の中心気圧は935hPaで、日本に上陸した台風の中では過去4番目に低いとされた。（2000年以降では最も低い気圧）
種子島では、9時9分に最大瞬間風速43.5m/s、7時42分には最大瞬間風速42.1m/sを記録した。屋久島町の尾之間では、9時10分に最大瞬間風速43.5m/sを観測した。また、屋久島空港では最大瞬間風速50.9m/sを観測した。 
屋久島では実測値で932.3hPa（以前の最低気圧の記録は昭和46年台風第19号が記録した938.7hPa）、西表島では946.3hPa（以前の最低気圧の記録は上空を通過した低気圧が原因の947.6hPa）をそれぞれ観測した。また最高記録は最大風速は8地点で更新、最大瞬間風速は35地点更新をした。
PAGASAは、9月16日に、フィリピン責任地域（PAR）に入ったとして、フィリピン名「ジョシー（Josie）」を台風14号に付与した。
なお、確定値では上陸時の中心気圧が940hPaに下方修正され、屋久島を通過した時の気圧は935hPaから930hPaに上方修正された。この修正により日本に上陸した台風の中では5番目に気圧が低い台風となった。また。2000年以降日本に上陸した台風の中では史上最も気圧の低い台風となった。なお確定値では熱帯低気圧になった時刻が9月12日午後9時に変更された。

### 台風15号（タラス）
202215・17W
気象庁は9月21日3時頃に、熱帯低気圧が発生したと解析した。
JTWCは、10時30分頃この熱帯低気圧に対して熱帯低気圧形成警報（TCFA）を発表した。
気象庁は9月22日6時頃に、熱帯低気圧が台風へ発達する可能性があるとして台風情報を発表した。
台風15号の名前「タラス（Talas）」はフィリピンが提案した名称で、鋭さを表す。
9月24日9時に東海道沖で温帯低気圧に変わった。
台風の影響で、静岡市では24時間で416.5ミリと七夕豪雨の508ミリに次ぐ大雨が降った。また静岡市鍵穴で405.0ミリ、藤枝市高根山で403.0ミリ、森町三倉で360.5ミリ降るなど観測史上1位を記録した。
静岡市などで、約11万9千戸の停電が発生した。
静岡市清水区では、5.5万世帯で断水が発生した。

また、確定値では、発生時刻が9月22日9時に修正されたほか、23日21時から24日6時までは熱帯低気圧としての期間になった。

### 台風16号（ノルー）
202216・18W・カーディン
気象庁は9月22日15時、フィリピンの東の熱帯低気圧が24時間以内に台風になる見込みであると発表した。
その後の23日15時、フィリピンの東で台風16号「ノルー」が発生した。
台風16号の名前「ノルー（Noru）」は大韓民国が提案した名称で、のろじか（鹿）を表す。
海水温が高い海域を進み、24日9時には中心気圧985hpaとなり暴風域を伴った。
更に勢力を強め、同日18時には強い勢力、25日3時には非常に強い勢力にまで発達した。
フィリピンでは、ルソン島の一部の州に最も警戒度が高いシグナル5が今年始めて発令された。
PAGASAは、25日午後6時頃台風が、ケソン州ポリロ島に中心付近の気圧が920hPa、最大風速が195km/h、最大瞬間風速が240km/hで上陸したと発表した。
また、この台風の影響で木が倒れ、低地では洪水が起きた。その為、7万5000人が避難を余儀なくされた。
当局は26日、冠水した地域に派遣された救助隊員5人が死亡したと発表した。
その後南シナ海に抜け、一時は980hpa、強い勢力にまで衰弱したが、海水温が30℃以上の海域を通過したため、27日15時には950hpa、再び非常に強い勢力となった。
その後、ベトナム中部に上陸した後急速に衰弱したが、強風と激しい雨に見舞われ、数十万人が避難した。
ベトナム第3の都市ダナンでは、突風で高層ビルが揺れたほか、木が倒れ、民家の屋根が飛ばされた。また、広範囲で停電が発生した。
9月28日午後9時頃に、北緯16度,東経105度（タイ）で熱帯低気圧となった。
タイ東北部のウボンラチャタニ県などでは、大規模な洪水が発生した。タイ東北部シーサケート県では28日夜、強風で倒れた立木が走行中の乗用車を直撃し、車内にいた男性が死亡した。
また、ベトナムに上陸する台風としては過去20年間で最強と見られている。
気象庁の9月30日午後3時の天気図によれば、台風16号から変わった熱帯低気圧が東経100度を超え越境し、気象庁の監視範囲外へ出た。なお観測対象の管轄であったインド気象庁は、午後9時頃に中心がハッキリしない熱帯擾乱へ降格したと解析していた。
また、確定値では、発生時刻が9月23日3時に修正され、強い勢力になったの24日15時に修正された他、東経100度を越えて越境したのは取り消され、東経103度で消失したことになった。
なお、2023年2月20日に台風の被害の再検討がされた結果、アジア名「ノルー」はこの台風限りで引退となり、フィリピン名「カーディン」もこの台風限りで使用中止となった。

### 台風17号（クラー）
202217・19W
気象庁は、9月26日午前9時頃に父島近海で発達中の熱帯低気圧が、台風へ発達したと発表した。
9月29日9時頃、温帯低気圧化する過程の中で大型の台風となった。
同日15時に、日本のはるか東で温帯低気圧になった。
台風17号の名前「クラー（Kulap）」はタイ王国が提案した名称で、タイ語でバラを表す。

また、確定値では大型の台風になったのが29日3時に修正されたほか、最低気圧が970hPaから965hPaに上方修正された。

### 台風18号（ロウキー）
202216・20W・ルイス
気象庁は9月28日21時頃に南大東島の南約320kmにあった熱帯低気圧が台風へ発達したと発表した。
29日18時には、中心気圧は990hPa、中心付近の最大風速は30m/sとなり、暴風域を伴った。30日3時には強い勢力となったが、30日午後から徐々に衰退していった。
その後の10月2日未明に、北緯35度、東経150度（日本の東）で温帯低気圧になった。
JTWCは、10月2日午後6時頃にレムナント・サブトロピカル・ストーム（亜熱帯低気圧性台風の残骸）へ降格したと発表した。JTWCは10月5日に消滅したと解析した。
台風18号の名前「ロウキー（Roke）」は米国が提案した名称で、男性の名前を表す。
また、確定値では暴風域を伴ったのが29日15時に修正されたほか、強い勢力になったのが29日21時に修正された。18号では3年ぶりに日本に接近した台風である。

### 台風19号（ソンカー）
202219・22W
10月13日午前9時頃、4つ存在した熱帯擾乱のうち南シナ海にあったものが熱帯低気圧となった。気象庁は9時頃に24時間以内に台風になる可能性があるとして、熱帯低気圧に関する情報を発表した。
気象庁は10月14日午後3時頃に、南シナ海で台風19号が発生したと発表した。
ほぼ発達せず、ベトナムに接近し15日9時には熱帯低気圧になった。
また、発生から熱帯低気圧に変わるまで、18時間と今年最も短命な台風となった。
台風19号の名前「ソンカー（Sonca）」はベトナムが提案した名称で、さえずる鳥 (ヒバリ)を表す。
また、確定値では台風の発生が14日9時、消滅が15日3時にそれぞれ修正されたほか、最低気圧が998hPaに上方修正された。

### 台風20号（ネサット）
202220・23W・ネネン
10月13日午後3時頃、4つ存在した熱帯擾乱のうちマリアナ諸島にあったものが熱帯低気圧となった。この熱帯低気圧が発生したことにより、10月11日に同時多発的に発生したすべての低圧部が熱帯低気圧となった。JTWCは、午後4時頃にTCFAを発表した。ちなみに気象庁は10月11日に同時多発的に発生した低圧部のうち、この低圧部は最初に天気図上に明記していたが、熱帯低気圧になったと見なされたのは最後である。
気象庁は、10月14日21時頃に熱帯低気圧が台風に発達する恐れがあるとして情報を発表した。
次第に発達し、15日15時にはフィリピンの東の海上で中心気圧998hpaの台風20号になった。
西寄りに進み、台湾には上陸しなかったものの、豪雨をもたらし、一部地域では浸水が起きた。
また、台風接近に伴い、中央気象局は12県市に豪雨特報を発令した。
バシー海峡を進み、16日15時には暴風域を伴い、翌日15時には強い勢力となった。
18日未明から徐々に衰退していき、トンキン湾に到達。20日15時に熱帯低気圧になった。
台風20号の名前「ネサット（Nesat）」はカンボジアが提案した名称で、クメール語で漁師を表す。
また、確定値では強い勢力になったのが17日9時に修正されたほか、20日3時の時点で熱帯低気圧に降格していたことになった。

### 台風21号（ハイタン）
202221・24W
10月14日午前3時頃JTWCは、TS21Wと同じ雲塊から亜熱帯性の低圧部・91W INVESTが発生したと発表した。
JTWCは、10月16日午前3時ごろにも熱帯低気圧形成情報（TCFA）を発表していたが、この時はサブ・トロピカル・システムズ（亜熱帯性の低気圧）としてこの警報を発表していた。10月17日午前3時頃にその発表は取り消されたが、その後JTWCは該当する亜熱帯熱帯擾乱から前線が確認されなくなったとみなし、熱帯低気圧に変化したと発表した。
JTWCは、10月18日正午ごろ該当する熱帯擾乱が熱帯低気圧へ発達したと発表し、24Wを付与した。
なお、この熱帯擾乱は気象庁が台風へと発達する可能性があると発表した熱帯低気圧（TS21W）と同じ雲塊から生まれた低気圧である。気象庁は該当する熱帯低気圧を最初期から温帯低気圧と分類していた。
気象庁は10月18日の24時間後の天気図に、10月19日午前9時ごろに該当する温帯低気圧が熱帯低気圧に変化する予定であると天気図に明記した。因みに該当する温帯低気圧には、海上強風警報（GW）が発令されており既に台風に該当するような風が吹いていることを示している。
気象庁は10月18日15時頃、温帯低気圧から変化した熱帯低気圧が台風21号へ発達したと発表した。
発達することなく19日21時に温帯低気圧に変わった。
なお、JTWCは後日修正で、一時的に熱帯低気圧になっていたことを発表した。
台風21号の名前「ハイタン（Haitang）」は中華人民共和国が提案した名称で、ハナカイドウを表す。
また、確定値では最低気圧が1004hPaに上方修正され、台風になったのが18日9時に修正されたほか、元となる熱帯低気圧が17日9時に発生しているため、温帯低気圧から直接台風に発達してないことが明確に記載された。
ただし、気象庁の確定値の天気図では10月16日に温帯低気圧だったものが、翌日に熱帯低気圧に性質が変化したことが記載されており、段階的な変化が伴っていたことが分かった。
- 台風21号が温帯低気圧から台風へ変わる瞬間の天気図（正午頃/気象庁より）
- 台風21号が温帯低気圧から台風へ変わる瞬間の天気図（午後3時/気象庁より）

### 台風22号（ナルガエ）
202222・26W・パエン
10月21日頃に、熱帯擾乱93Wが発生したとJTWCは解析した。なおこの熱帯擾乱は高気圧の縁に出来る熱帯の波と呼ばれる状態から発達したと解析されており、階級表記はWV（Tropical Wave）であった。
10月26日午前9時頃、気象庁は、発生した熱帯低気圧が24時間以内に台風へ発達する恐れがあると発表した。
同日午前10時頃、PAGASAはフィリピン責任範囲（PAR）に該当する熱帯低気圧が入るとしてパエン（Paeng）という名前を付与した。
同日日午前11時頃、JTWCは、熱帯低気圧形成警報（TCFA）を93Wに付与した。
27日正午頃には、JTWCが熱帯低気圧番号26Wを付与した。
27日午前9時頃、気象庁は熱帯低気圧が台風22号に発達したと発表した。
28日午前9時頃、気象庁は台風22号が大型の台風になったと発表した。
主に南東部の強風域が拡大しており、また強風域が広がるのと同時に中心の南側で雲域が大きく拡大していった。その後、猛烈な勢いで雲域を広げ、フィリピン全土を覆うほどに雲域が広がった。
同日正午ごろには、強風域が北側にも拡大し全域560kmの強風域を持った。
同日午後3時頃の気象庁の発表によれば、10月29日頃にフィリピンに上陸した後、暴風域を一時的に喪失するものの中心気圧が変わらないとしている。これは気圧傾度力が小さくなり、中心付近では暴風が吹かないことを予想していることを意味する。そのため強風域が更に広がるか、或いは既存の強風域内で強い風が吹く範囲が広がることをこの発表で示唆した。
しかし実際は、暴風域を伴わずフィリピンに上陸していた。
10月29日正午頃の気象庁の発表によれば、強風域が更に広がり全域650kmとなった。
同時刻のJTWCの予測によれば、ルソン島の西にて強風域が現在の2倍に達する見込みとなっている。
10月29日午後9時頃には、ベトナム南部にまで雲域が広がりロンアン省にて大雨が観測された。
フィリピン南部のミンダナオ島では、27日の夜遅くから急発達した南東部の雲が酷い雨をもたらし101人の死者と66人の行方不明者が確認された。
10月31日に入ると、南東側にあった雲は次第にまとまり、台風の南西側に継続的に形成されるようになった。また新たに北側で雲が形成され、中心から離れた東側でも雲が形成され、これが台湾を直撃した。
10月31日正午ごろの気象庁の発表によれば、北側の強風域が更に広がり750kmとなったが、南側の強風域が縮まり560kmとなった。
10月31日午後3時には、暴風域を伴った。
台風は11月3日午前9時頃に南シナ海で熱帯低気圧に降格した。
台風22号の名前「ナルガエ（Nalgae）」は朝鮮民主主義人民共和国が提案した名称で、朝鮮語で翼を表す。
また、確定値では発生当初から大型の台風ということになり、暴風域を伴ったのが31日午前9時に変更されたほか、熱帯低気圧に降格したのが11月3日午前3時に変更された。
なお、2023年2月20日に台風の被害の再検討がされた結果、アジア名「ナルガエ」はこの台風限りで引退となり、フィリピン名「パエン」もこの台風限りで使用中止となった。

### 台風23号（バンヤン）
202223・27W・クイーニー
10月28日21時ごろに気象庁は、天気図上に新たな熱帯低気圧が発生したと明記した。同時刻JTWCでも該当する熱帯低気圧に熱帯低気圧形成警報（TCFA）を発令したが、10月29日午後9時頃に解除した。しかし、10月30日午前8時に熱帯低気圧形成警報（TCFA）を再発令した。
10月30日午前3時、気象庁は該当する熱帯低気圧に風警報を発令した。
JTWCが、10月31日6時頃熱帯低気圧番号27Wを付与した。
JTWCは、10月31日12時頃27Wが台風へ発達したと発表した。
気象庁は、10月31日12時頃、台風23号が発生したと発表した。
PAGASAは10月31日正午ごろに名称クイーニ（Queenie）を付与した。
台風23号の名前「バンヤン（Banyan）」は香港が提案した名称で、ヤシの木を表す。
また、確定値では発生時刻が10月31日3時、消滅時刻が11月1日9時にそれぞれ修正されたほか、最大風速が18m/sから20m/sに上方修正された。

### 台風24号（ヤマネコ）
202224・28W
11月11日21時頃、気象庁がウェーク島近海にて熱帯低気圧が発生したと発表した。この熱帯低気圧は高気圧の縁に出来たものであったため、中心気圧は比較的高かった。
12日21時頃、気象庁は、台風24号がウェーク島近海にて発生したと発表した。
12日18時頃、JTWCは熱帯擾乱から熱帯の波に情報を切り替えた上で、TCFAの発表を継続した。
その後、西進のち北上し、14日6時にウェーク島近海（北緯 25度、東経 166度）で熱帯低気圧に降格した。
台風24号の名前「ヤマネコ（Yamaneko）」は日本が提案した名称で、やまねこ座もしくはヤマネコを表す。
また、確定値では消滅時刻が11月14日15時に修正された。

### 台風25号（パカー）
202224・29W・ロサール
気象庁は、12月11日21時頃、フィリピンの東海上の熱帯低気圧が台風25号となったと発表した。
東進する過程で前線を伴い、13日3時には温帯低気圧になった。
また、この台風の影響で起こった鉄砲水によって5歳の子供を含む8人が死亡した。
台風25号の名前「パカー（Pakhar）」はラオスが提案した名称で、淡水魚の名前を表す。
また、確定値では消滅時刻が12月12日21時に修正された。

## 気象庁が「台風」に分類しなかった熱帯低気圧
熱帯低気圧番号（○○W）は、合同台風警報センター（JTWC）が熱帯低気圧と認めたものに付与し、同機関をはじめ海外の各気象機関で用いられる。フィリピン大気地球物理天文局（PAGASA）がフィリピン名を命名している場合、フィリピン名も併記する。また、熱帯低気圧番号がない場合にも、気象庁が熱帯低気圧としたものを以下に「TD」と単に表す。

### TD01W（ONE）
3月29日9時、フィリピンの西海上、南シナ海で低圧部が発生。3月30日3時に熱帯低気圧に発達した。3月31日0時、JTWCはTD01Wと付番した。その後TD01Wは西へ進み、ベトナムに上陸し、3月31日21時に消滅した。
この熱帯低気圧の影響でベトナムでは7人が死亡した。

### JMA TD 04
5月30日にフィリピンの東に熱帯低気圧が発生したが、同じ日に消滅した。

### JMA TD 07
7月24日に日本の南の海上で熱帯低気圧が発生したが、次の日に消滅した。熱帯低気圧からの湿った空気の影響で静岡県や関東地方で大雨が降った所があった。

### TD08W（EIGHT)
8月3日正午頃、JTWCが熱帯低気圧形成情報（TCFA)を発した。この熱帯擾乱が8月4日午前9時頃に熱帯低気圧となったとみなし、08Wを付番した。 
なお、気象庁は8月3日21時頃の天気図には熱帯低気圧と解析しているが、台風に発達するリスクはないと評価していた。

### JMA TD 13(INVEST 92W）
気象庁は8月14日午後9時ごろに、ハワイ南東沖で発生した熱帯低気圧が越境したと判定し、天気図上に明記した。これはもともと7月31日にアメリカ海洋大気庁が、メキシコ西方沖で発生した熱帯低気圧と解析したものと同一の熱帯低気圧である。 

### TD13W(ガルドー)
気象庁は、8月30日午後9時頃に、沖縄の東海上にて熱帯低気圧が発生したと解析した。
JTWCは、8月30日午前6時頃に、この熱帯擾乱が熱帯低気圧に発達する可能性を中程度（Medium)と評価していたが、同日午後3時には、熱帯低気圧形成情報（TCFA）を発表した。その後、熱帯低気圧になったとみなし熱帯低気圧番号13Wを付番した。台風の勢力に発達する予想もあったが、9月1日に急速に再発達をした台風11号の腕として吸収されたとみなし午前12時の発表で終了した。
また、気象庁も同時刻に台風へ発達する可能性があるとみなし、情報を発表していたが、9月1日午前9時頃に台風へ発達する前に台風11号に吸収されたとみなし、発表を終了した。

また、21時頃にはフィリピン責任範囲(PAR)にて、熱帯低気圧が発生したとPAGASAは発表したが、9月1日の午前12時には発表を終了した。

### TD/INVEST 98W (メイメイ)
気象庁は、10月11日午前9時に4つ存在した熱帯擾乱のうちフィリピン東海上で熱帯低気圧が発生したと天気図に明記した。10月12日午後9時頃にルソン島上空で消滅した。

### TS21W (TWENTY ONE)
10月13日午前3時頃、4つ存在した熱帯擾乱のうちトラック諸島付近にあったものが熱帯低気圧へと発達した。気象庁は10月14日午前9時頃に、台風へ発達するおそれがあると発表したが、同日午後9時に発表を取りやめた。
JTWCは、10月13日正午頃台風へ発達したと発表した。

### TD25W（オベット）
10月18日フィリピンの東海上で、熱帯低気圧が発生した。

JTWCは、10月20日午前0時頃熱帯低気圧形成警報（TCFA）を発表した。なお、この熱帯低気圧は台風20号の進路を追うようにして進んでいたが、10月23日に台湾の南で消失した。

### その他の熱帯低気圧
TD
気象庁は6月24日、硫黄島付近に熱帯低気圧が発生したと解析した。2日後に消滅した。
TD
気象庁は8月22日午後3時に、日本の東海上に熱帯低気圧が発生したと解析した。この熱帯低気圧は、わずか12時間後の8月23日午前3時頃に消滅した。
TD
気象庁は9月9日正午時頃に、日本の南海上で熱帯低気圧が発生したと、天気図上に示した。その後数時間で低圧部となった。
この低圧部は再度熱帯低気圧となり、台風14号（ナンマドル）となった。
TD
気象庁は9月9日午前9頃に、マーシャル諸島付近で熱帯低気圧が発生したと、天気図上に示した。上述の熱帯低気圧の南東に位置していたが低圧部となった。なお、この低圧部は再発達し後の台風13号（マールボック）となっている。
TD
気象庁は、9月26日午前3時に南鳥島近海にて熱帯低気圧が発生したと発達したと発表した。この熱帯低気圧は台風17号（クラー）の北東に位置していた別の熱帯低気圧である。また同日の午前21時ごろに北側の前線に吸収される形で消滅した。

## 各熱帯低気圧の影響
| 台風・ 熱帯低気圧 | 名称                   | 期間          | 大きさ・ 強さ    | 階級 | 最大風速     | 最低気圧 | 影響地域                                                                                 | 被害額（百万ドル） | 死者・行方不明者数(人) | 出典            |
| ----------------- | ---------------------- | ------------- | ---------------- | ---- | ------------ | -------- | ---------------------------------------------------------------------------------------- | ------------------ | ---------------------- | --------------- |
| TD01W             | なし                   | 3/29 - 3/31   | -                | TD   | >15m/s(30kt) | 1006hPa  | 中国南部                                                                                 | ごく僅か           | 7人                    | -               |
| TD01W             | なし                   | 3/29 - 3/31   | -                | TD   | 15m/s(30kt)  | 1004hPa  | 中国南部                                                                                 | ごく僅か           | 7人                    | -               |
| 台風1号           | マラカス（バシャン）   | 4/6 - 4/15    | 大型・非常に強い | TY   | 45m/s(90kt)  | 945hPa   | -                                                                                        | -                  | なし                   | [ 108 ]         |
| 台風1号           | マラカス（バシャン）   | 4/6 - 4/15    | 大型・非常に強い | TY   | 60m/s(115kt) | 939hPa   | -                                                                                        | -                  | なし                   | [ 108 ]         |
| 台風2号           | メーギー（アガトン）   | 4/10 - 4/12   | -                | TS   | 20m/s(40kt)  | 996hPa   | フィリピン北部                                                                           | 90.8               | 214人                  | [ 109 ]         |
| 台風2号           | メーギー（アガトン）   | 4/10 - 4/12   | -                | TS   | 20m/s(40kt)  | 997hPa   | フィリピン北部                                                                           | 90.8               | 214人                  | [ 109 ]         |
| 台風3号           | チャバ（カロイ）       | 6/30 - 7/3    | 強い             | TY   | 35m/s(70kt)  | 965hPa   | 中国南部・香港                                                                           | なし               | 12人                   | -               |
| 台風3号           | チャバ（カロイ）       | 6/30 - 7/3    | 強い             | TY   | 40m/s(75kt)  | 967hPa   | 中国南部・香港                                                                           | なし               | 12人                   | -               |
| 台風4号           | アイレー（ドメン）     | 6/30 - 7/5    | -                | TS   | 23m/s (45kt) | 994hPa   | 日本                                                                                     | なし               | なし                   | -               |
| 台風4号           | アイレー（ドメン）     | 6/30 - 7/5    | -                | TS   | 23m/s(45kt)  | 990hPa   | 日本                                                                                     | なし               | なし                   | -               |
| 台風5号           | ソングダー             | 7/28 - 8/1    | -                | TS   | 18m/s(35kt)  | 996hPa   | 奄美大島・韓国                                                                           | -                  | なし                   | -               |
| 台風5号           | ソングダー             | 7/28 - 8/1    | -                | TD   | 15m/s(30kt)  | 997hPa   | 奄美大島・韓国                                                                           | -                  | なし                   | -               |
| 台風6号           | トローセス（エスター） | 7/31 - 8/1    | -                | TS   | 18m/s(35kt)  | 998hPa   | 沖縄本島                                                                                 | ごく僅か           | なし                   | -               |
| 台風6号           | トローセス（エスター） | 7/31 - 8/1    | -                | TD   | 15m/s(30kt)  | 997hPa   | 沖縄本島                                                                                 | ごく僅か           | なし                   | -               |
| 台風7号           | ムーラン               | 8/9 - 8/11    | -                | TS   | 18m/s(35kt)  | 996hPa   | ベトナム・海南島                                                                         | 0.1                | 7人                    | -               |
| 台風7号           | ムーラン               | 8/9 - 8/11    | -                | MD   | 13m/s(25kt)  | 994hPa   | ベトナム・海南島                                                                         | 0.1                | 7人                    | -               |
| 台風8号           | メアリー               | 8/12 - 8/14   | -                | TS   | 20m/s(40kt)  | 994hPa   | 日本                                                                                     | なし               | 2人                    | -               |
| 台風8号           | メアリー               | 8/12 - 8/14   | -                | TS   | 18m/s(35kt)  | 994hPa   | 日本                                                                                     | なし               | 2人                    | -               |
| 台風9号           | マーゴン(フローリタ)   | 8/18 - 8/26   | -                | STS  | 30m/s(60kt)  | 985hPa   | フィリピン北部・中国南部                                                                 | 9.13               | 7人                    | -               |
| 台風9号           | マーゴン(フローリタ)   | 8/18 - 8/26   | -                | TS   | 30m/s(60kt)  | 985hPa   | フィリピン北部・中国南部                                                                 | 9.13               | 7人                    | -               |
| 台風10号          | トカゲ                 | 8/20 - 8/26   | 強い             | TY   | 40m/s(75kt)  | 970hPa   | -                                                                                        | -                  | なし                   | -               |
| 台風10号          | トカゲ                 | 8/20 - 8/26   | 強い             | TY   | 50m/s(100kt) | 952hPa   | -                                                                                        | -                  | なし                   | -               |
| 台風11号          | ヒンナムノー(ヘンリー) | 8/28 -9/6     | 大型・猛烈な     | TY   | 55m/s(105kt) | 920hPa   | 小笠原諸島・沖縄地方・バブヤン諸島・台湾・奄美地方・中国大陸・日本・韓国・北朝鮮・ロシア | 1420               | 12人                   | [ 110 ]         |
| 台風11号          | ヒンナムノー(ヘンリー) | 8/28 -9/6     | 大型・猛烈な     | STY  | 75m/s(145kt) | 915hPa   | 小笠原諸島・沖縄地方・バブヤン諸島・台湾・奄美地方・中国大陸・日本・韓国・北朝鮮・ロシア | 1420               | 12人                   | [ 110 ]         |
| TD13W             | ガルドー               | 8/30 - 9/1    | -                | TD   | 15m/s(30kt)  | 998hPa   | -                                                                                        | なし               | なし                   | -               |
| TD13W             | ガルドー               | 8/30 - 9/1    | -                | TD   | 15m/s(30kt)  | 995hPa   | -                                                                                        | なし               | なし                   | -               |
| 台風12号          | ムイファー(インダイ）  | 9/5 - 9/16    | 非常に強い       | TY   | 45m/s(85kt)  | 950hPa   | -                                                                                        | 19.3               | 3人                    | -               |
| 台風12号          | ムイファー(インダイ）  | 9/5 - 9/16    | 非常に強い       | TY   | 60m/s(115kt) | 944hPa   | -                                                                                        | 19.3               | 3人                    | -               |
| TD                | -                      | 9/9 -9/9      | -                | TD   | -            | 1008hPa  | -                                                                                        | -                  | -                      | -               |
| TD                | -                      | 9/9 -9/9      | -                | TD   | 10m/s(15kt)  | 1009hPa  | -                                                                                        | -                  | -                      | -               |
| TD                | -                      | 9/9 - 9/9     | -                | TD   | -            | 1002hPa  | -                                                                                        | -                  | -                      | -               |
| TD                | -                      | 9/9 - 9/9     | -                | TD   | 10m/s(20kt)  | 1002hPa  | -                                                                                        | -                  | -                      | -               |
| 台風13号          | マールボック           | 9/10 - 9/15   | 強い             | TY   | 35m/s(70kt)  | 965hPa   | 米国（アラスカ州）                                                                       | 0.2                | -                      | -               |
| 台風13号          | マールボック           | 9/10 - 9/15   | 強い             | TY   | 35m/s(65kt)  | 968hPa   | 米国（アラスカ州）                                                                       | 0.2                | -                      | -               |
| 台風14号          | ナンマドル(ジョシー)   | 9/14 - 9/20   | 大型・猛烈な     | TY   | 55m/s(105kt) | 910hPa   | 日本・韓国                                                                               | 3620               | 5人                    | [ 111 ]         |
| 台風14号          | ナンマドル(ジョシー)   | 9/14 - 9/20   | 大型・猛烈な     | STY  | 70m/s(135kt) | 916hPa   | 日本・韓国                                                                               | 3620               | 5人                    | [ 111 ]         |
| 台風15号          | タラス                 | 9/23 - 9/24   | -                | TS   | 18m/s(35kt)  | 1000hPa  | 日本                                                                                     | 40                 | 3人                    | [ 112 ] [ 113 ] |
| 台風15号          | タラス                 | 9/23 - 9/24   | -                | TD   | 18m/s(35kt)  | 998hPa   | 日本                                                                                     | 40                 | 3人                    | [ 112 ] [ 113 ] |
| 台風16号          | ノルー(カーディン)     | 9/23 - 9/28   | 非常に強い       | TY   | 50m/s(95kt)  | 940hPa   | パラオ・フィリピン・バブヤン諸島・海南島・ベトナム・ラオス・タイ・マレーシア・ミャンマー | 420                | 41人                   | [ 78 ] [ 114 ]  |
| 台風16号          | ノルー(カーディン)     | 9/23 - 9/28   | 非常に強い       | STY  | 75m/s(145kt) | 914hPa   | パラオ・フィリピン・バブヤン諸島・海南島・ベトナム・ラオス・タイ・マレーシア・ミャンマー | 420                | 41人                   | [ 78 ] [ 114 ]  |
| 台風17号          | クラー                 | 9/26 - 9/29   | 大型             | STS  | 30m/s(60kt)  | 965hPa   | 小笠原諸島                                                                               | ごく僅か           | -                      | -               |
| 台風17号          | クラー                 | 9/26 - 9/29   | 大型             | TY   | 35m/s(65kt)  | 969hPa   | 小笠原諸島                                                                               | ごく僅か           | -                      | -               |
| TD                | -                      | 9/26 - 9/26   | -                | TD   | -            | 1012hPa  | -                                                                                        | -                  | -                      | -               |
| TD                | -                      | 9/26 - 9/26   | -                | -    | -            | -        | -                                                                                        | -                  | -                      | -               |
| 台風18号          | ロウキー（ルイス）     | 9/28 - 10/2   | 強い             | TY   | 35m/s(70kt)  | 975hPa   | 大東島地方・伊豆諸島・小笠原諸島                                                         | ごく僅か           | -                      | -               |
| 台風18号          | ロウキー（ルイス）     | 9/28 - 10/2   | 強い             | TY   | 40m/s(80kt)  | 977hPa   | 大東島地方・伊豆諸島・小笠原諸島                                                         | ごく僅か           | -                      | -               |
| TD                | メイメイ               | 10/11-10/12   | -                | TD   | -            | 1004hPa  | フィリピン                                                                               | ごく僅か           | 2人                    | -               |
| TD                | メイメイ               | 10/11-10/12   | -                | LPA  | 10m/s (20kt) | 1003hPa  | フィリピン                                                                               | ごく僅か           | 2人                    | -               |
| TS21W             | -                      | 10/13 - 10/15 | -                | TD   | 15m/s(30kt)  | 1002hPa  | -                                                                                        | -                  | -                      | -               |
| TS21W             | -                      | 10/13 - 10/15 | -                | TS   | 20m/s(40kt)  | 999hPa   | -                                                                                        | -                  | -                      | -               |
| 台風19号          | ソンカー               | 10/13 - 10/15 | -                | TS   | 18m/s(35kt)  | 998hPa   | ベトナム                                                                                 | ごく僅か           | 4人                    | [ 115 ]         |
| 台風19号          | ソンカー               | 10/13 - 10/15 | -                | TS   | 18m/s (35kt) | 998hpa   | ベトナム                                                                                 | ごく僅か           | 4人                    | [ 115 ]         |
| 台風20号          | ネサット（ネネン）     | 10/13 - 10/20 | 強い             | TY   | 40m/s(75kt)  | 965hPa   | バブヤン諸島・フィリピン北部・台湾・海南島                                               | 5.25               | -                      | [ 116 ]         |
| 台風20号          | ネサット（ネネン）     | 10/13 - 10/20 | 強い             | TY   | 45m/s(90kt)  | 964hPa   | バブヤン諸島・フィリピン北部・台湾・海南島                                               | 5.25               | -                      | [ 116 ]         |
| 台風21号          | ハイタン               | 10/18 - 10/19 | -                | TS   | 18m/s(35kt)  | 1004hPa  | -                                                                                        | -                  | -                      | -               |
| 台風21号          | ハイタン               | 10/18 - 10/19 | -                | TS   | 18m/s(35kt)  | 1000hPa  | -                                                                                        | -                  | -                      | -               |
| TD25W             | オベット               | 10/18 - 10/23 | -                | TD   | -            | 1004hPa  | フィリピン                                                                               | -                  | 2人                    | -               |
| TD25W             | オベット               | 10/18 - 10/23 | -                | TD   | 15m/s(25kt)  | 1005hPa  | フィリピン                                                                               | -                  | 2人                    | -               |
| 台風22号          | ナルガエ（パエン）     | 10/26 - 11/3  | 大型             | STS  | 30m/s(60kt)  | 975hPa   | パラオ・フィリピン・バブヤン諸島・ベトナム・沖縄地方・台湾                               | 207                | 167人                  | [ 117 ] [ 118 ] |
| 台風22号          | ナルガエ（パエン）     | 10/26 - 11/3  | 大型             | TY   | 35m/s(70kt)  | 980hPa   | パラオ・フィリピン・バブヤン諸島・ベトナム・沖縄地方・台湾                               | 207                | 167人                  | [ 117 ] [ 118 ] |
| 台風23号          | バンヤン（クイーニー） | 10/29 - 11/1  | -                | TS   | 20m/s(40kt)  | 1002hPa  | パラオ                                                                                   | 不明               | 不明                   | -               |
| 台風23号          | バンヤン（クイーニー） | 10/29 - 11/1  | -                | TS   | 18m/s(35kt)  | 1000hPa  | パラオ                                                                                   | 不明               | 不明                   | -               |
| 台風24号          | ヤマネコ               | 11/12 - 11/14 | -                | TS   | 18m/s(35kt)  | 1004hPa  | -                                                                                        | -                  | -                      | -               |
| 台風24号          | ヤマネコ               | 11/12 - 11/14 | -                | TS   | 18m/s(35kt)  | 1000hPa  | -                                                                                        | -                  | -                      | -               |
| 台風25号          | パカー（ロサール）     | 12/10 - 12/12 | -                | TS   | 20m/s(40kt)  | 998hPa   | フィリピン                                                                               | -                  | 8人                    | [ 106 ]         |
| 台風25号          | パカー（ロサール）     | 12/10 - 12/12 | -                | TS   | 25m/s(50kt)  | 992hPa   | フィリピン                                                                               | -                  | 8人                    | [ 106 ]         |

- 「期間」は熱帯低気圧として存命した期間を表す。台風が熱帯低気圧に変わった場合、熱低化から消滅までの期間も含む。
- 「階級」は気象庁が示す国際分類で、TD=トロピカル・デプレッション、TS=トロピカル・ストーム、STS=シビア・トロピカル・ストーム、TY=タイフーンである。STY=スーパータイフーンは、合同台風警報センター（JTWC）の分類で、タイフーンのうち最大風速が130kt（約65m/s、1分間平均）以上のもの。
- 合同台風警報センター（JTWC）の表記のうち、MD=モンスーン・ディプレッション（モンスーン型の熱帯低気圧）、WV=トロピカル・ウェーブ（高気圧の縁に出来る熱帯の波）、DB=トロピカル・ディスターバンス（熱帯擾乱）、DS=ディスィペインティング（散逸擾乱）、IN=インランド（地形性低気圧）、SD=サブ・トロピカル・ディプレッション（亜熱帯低気圧）、SS=サブ・トロピカル・ストーム（亜熱帯性台風）、EX=エクストラ・トロピカル・システムズ（温帯低気圧またはそれに準ずるもの）をそれぞれ表す。このうちWV,DBはLPA（低圧部）に属し、MD、SDは熱帯低気圧に属する。
- なお、米軍の最終事後解析は2023年に公開される予定の資料を出典にて明記する。
- 上段は気象庁の情報、下段はJTWCの情報である。
- 出典について、気象庁の台風資料は事後解析が完了するまで示さない。